# Anderson Luís de Abreu Oliveira
Anderson Luís de Abreu Oliveira (* 13. dubna 1988 Porto Alegre), známý jako Anderson, je bývalý brazilský profesionální fotbalista, který hrával na pozici středního záložníka. Svoji hráčskou kariéru ukončil v roce 2019 ve dresu tureckého klubu Adana Demirspor. Mezi lety 2007 a 2008 odehrál také 8 zápasů v dresu brazilské reprezentace.
V roce 2008 získal ocenění Golden Boy, které uděluje italský sportovní deník Tuttosport ve spolupráci s dalšími evropskými novinami vítězi hlasování o nejlepšího hráče do 21 let působícího v některé z evropských nejvyšších fotbalových lig

## Klubová kariéra
Anderson svou kariéru započal již v pěti letech v brazilském klubu Grêmio. Jeho seniorský debut se uskutečnil v roce 2004, když mu bylo pouhých 16 let. Za Grêmio odehrál jen několik zápasů a v sezóně 2005/06 přestoupil do portugalského týmu FC Porto. Po dvou letech v Portu přestoupil společně s Nanim (ten přestoupil ze Sportingu Lisabon) do Manchesteru United, kde v roce 2008 získal ocenění Golden Boy, které uděluje italský sportovní deník Tuttosport ve spolupráci s dalšími evropskými novinami vítězi hlasování o nejlepšího hráče do 21 let působícího v některé z evropských nejvyšších fotbalových lig.
V sezoně 2013/14 pod novým trenérem United Davidem Moyesem nedostával příliš prostoru, odehrál do ledna 2014 jen 3 zápasy. V lednu 2014 odešel na půlroční hostování do italského týmu ACF Fiorentina.
Začátkem února 2015 se vrátil do Brazílie, zamířil do klubu SC Internacional.

## Reprezentační kariéra
V roce 2005 se zúčastnil Mistrovství světa U17 v Peru, kde byl vyhlášen nejlepším hráčem (získal Golden Ball). Mladí Brazilci podlehli ve finále Mexiku 0:3.
S brazilským týmem do 23 let se zúčastnil Letních olympijských her 2008 v Pekingu, kde Brazílie obsadila 3. místo.